# ريتشارد ك. لي
ريتشارد ك. لي (بالإنجليزية: Richard C. Lee) هو سياسي أمريكي، ولد في 12 مارس 1916، وتوفي في 2 فبراير 2003. حزبياً، نشط في الحزب الديمقراطي.